# وعاء هيجيا

رسم بسيط لوعاء هيجيا.

يعتبر وعاء هيجيا أحد رموز علم الأدوية، وهو إلى جانب عصا أسكليبيوس أحد أقدم وأهم الرموز المتعلقة بالطب في الدول الغربية. كانت هيجيا هي الإلهة اليونانية للصحة والنظافة والنظافة الشخصية وتطهير المياه، وابنة أسكليبيوس، التي غالبًا ما ترتبط ارتباطًا وثيقًا به على سبيل المثال، في الصلوات والتراتيل. رمز أسكليبيوس هو عصاه، حولها ثعبان؛ في المقابل، رمز هيجيا هو وعاء أو كأس به ثعبان ملفوف حول ساقه. استدعي اسم هيجيا أيضًا، جنبًا إلى جنب مع والدها أسكليبيوس، وباناسيا في قسم أبقراط الأصلي.

## استخدام الرمز من قبل الجمعيات الصيدلانية
استخدم وعاء هيجيا كرمز لمهنة الصيدلة على الأقل منذ عام 1796، عندما استخدم على عملة معدنية سكت لصالح جمعية الصيدلة الباريسية. ومنذ ذلك الحين اعتمد من قبل العديد من الجمعيات الصيدلانية في جميع أنحاء العالم، مثل جمعية الصيادلة الأمريكية، جمعية الصيادلة الكندية، الجمعية الصيدلانية الأسترالية، وجمعية دكتور الصيدلة، مجلس كلية الصيادلة في فرنسا (حيث كتب في القانون برمز آخر، الصليب اليوناني الأخضر).